# جزر ريبودي
جزر ريبودي (الاسم العلمي:Daucus reboudii) هو نوع من النباتات يتبع جنس الجزر من الفصيلة الخيمية.